# Вяла
Вяла — река в Мурманской области России. Протекает по территории Терского района. Левый приток Умбы.
Длина 37 км, площадь бассейна 852 км².
Исток реки расположен на выходе из озера Амозеро (соединяется протокой с озером Вялозеро) на высоте 116 м. Порожиста. Питание в основном снеговое. Протекает по лесной болотистой местности. Крупнейшие притоки: Лямукса, Виловатая, Печема и Укко. Впадает в Умбу в 15 км от её устья и является её крупнейшим притоком. В настоящее время населённых пунктов на реке нет, ранее располагались сёла Вельмежка (у истока), Лямукса и Погост (в устье).
В средневековье по реке проходила восточная граница зоны сбора дани с саамов норвежцами.